# Річки (Калінінградська область)
Річки (рос. Речки) — селище Полєського району, Калінінградської області Росії. Входить до складу Тургенєвського сільського поселення.
Населення —  6 осіб (2015 рік). 

## Населення
| 2002 | 2010 |
| ---- | ---- |
| 13   | ↘6   |